# Marthinus Wessel Pretorius
Marthinus Wessel Pretorius (17 de setembre de 1819 - 19 de maig de 1901) fou un polític bòer, fill d'Andries Pretorius, primer president de la República de Transvaal i també va redactar la constitució de la República.
Així mateix va fundar la ciutat de Pretòria anomenada així en honor del seu pare. Va ser l'últim cap d'estat de Potchefstroom entre 1853 i 1856. Des de llavors es va ocupar com a primer president de Transvaal des de 1857 fins a 1860 i novament entre 1864 i 1871. També va ser president de l'Estat Lliure d'Orange des de 1859 fins a 1863. Finalment, va integrar el Trinvirat governant del Transvaal entre 1880 i 1883.